# Plakett

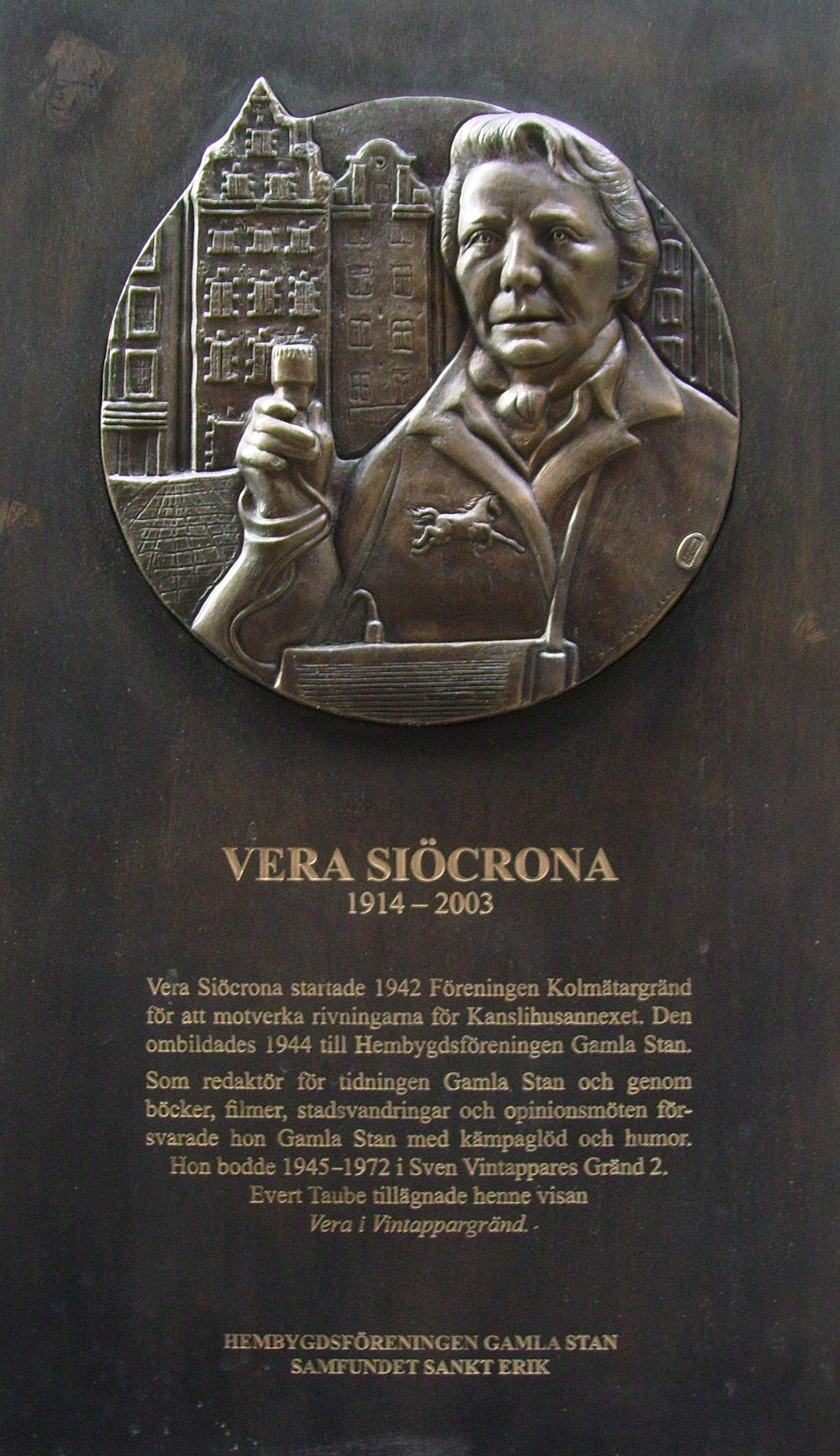
Plakett till minne av Vera Siöcrona i Gamla stan i Stockholm.

En plakett (av franskans plaquette, diminutiv av plaque), är en liten platta, i regel av brons, silver, guld eller annan metall, med en bildframställning i relief och/eller en inskrift, vanligen endast på ena sidan.
Plaketter används antingen för att utsmycka andra föremål, eller som självständiga dekorativa föremål. De är vanligen rektangulära och kan exempelvis vara gjutna, präglade eller graverade.
Plaketten uppkom i renässansens Italien på 1400-talet, och användes då för att smycka altaruppsatser, tabernakler, skrin, svärdsfästen och annat. Under 1400- och 1500-talen utfördes, i synnerhet i Italien, plaketter av stort värde.